# Nico Suave

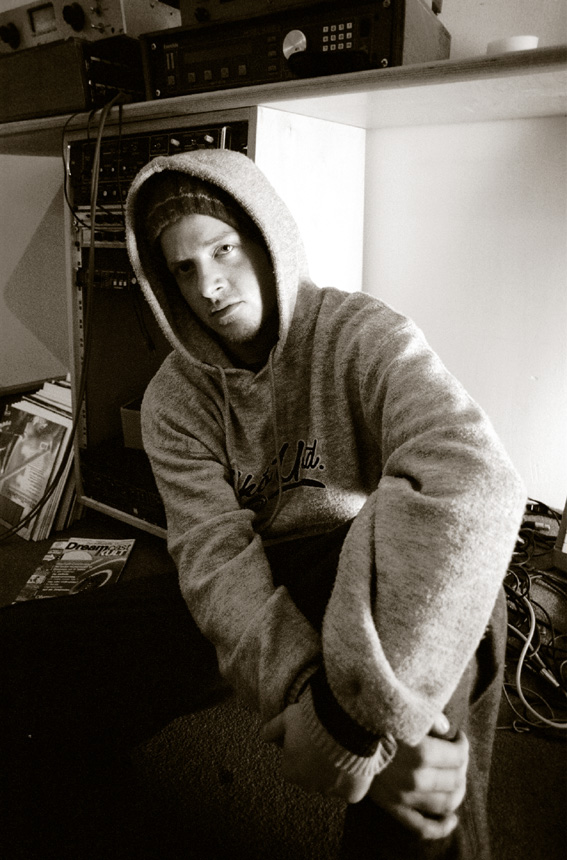
Nico Suave im Studio, Hamburg (2001)

Nico Suave (* um 1979) ist ein deutscher Rapper aus Menden.

## Leben
Suave wuchs in der sauerländischen Stadt Menden mit seinem zweieiigen Zwillingsbruder auf. Er interessierte sich schon in seiner Kindheit für den US-amerikanischen Hip-Hop. Er rappt seit seinem 16. Lebensjahr. Beeinflusst von Ferris MC, Flowin Immo (damals Freaks Association Bremen) und Fünf Sterne deluxe begann er, deutsche Texte zu schreiben. Als 14-Jähriger hatte er in einem Jugendzentrum seinen ersten Auftritt mit dem Song "Tap The Bottle" von den Young Black Teenagers und gewann damit einen Mini-Playback-Contest. Als 16-Jähriger gründete er zusammen mit Dabru Tack und Kraans de Lutin die Gruppe Provinzaroma. Sie traten zusammen in lokalen Jugendzentren auf. Der einzige veröffentlichte Track dieser Zeit ist Raubkopie auf dem Sampler Innenseite des Bremer Labels OP23.
1997 gab er seinen Beruf als Briefträger auf und widmete sich der Musik. Bekannt wurde er 1998 mit seinem Part in Sternzeichen Krebs von Eins Zwo auf deren Album Gefährliches Halbwissen. Auf Nico Suave aufmerksam wurde Eins Zwo durch Dendemann, welcher ebenfalls aus Menden stammt und ihn noch aus seiner Jugend kannte. Anschließend tourte er mit Dendemann und DJ Rabauke durch Deutschland.
In Kiel lernte Nico Suave DJ Sparc kennen, im Februar 2000 traten sie das erste Mal zusammen in Kiel auf. Er zog nach Hamburg und veröffentlichte seine, von Ill Will produzierte, erste Maxi-CD Münchhausen ’94. Weitere Gastauftritte auf Alben von Deichkind und DJ Friction folgten.

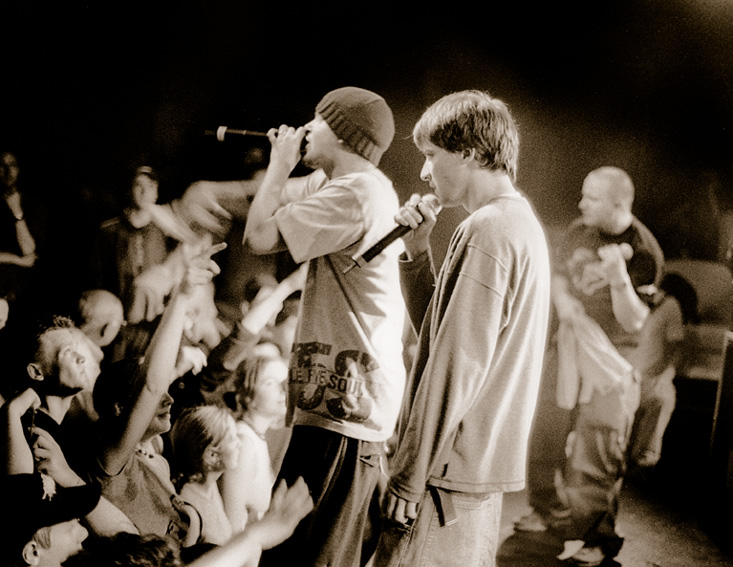
Mit Dendemann in Hamburg 2000

Ab April 2001 wurde sein erstes eigenes Album Suave verkauft; die zuvor erschienene Singleauskoppelung Vergesslich schaffte es in die Rotation bei MTV und erreicht die Airplaycharts sowie für zwei Wochen die Singlecharts. Im Juni 2001 nahm er neben Sleepwalker als Teil der „Hamburg City Allstars“ die Single Vorsprechtermin auf. Diese platzierte sich neun Wochen in den deutschen Singlecharts und erreichte mit Rang 44 seine höchste Chartnotierung. Durch den Einbruch des deutschsprachigen Hip-Hop-Booms in den folgenden Jahren und die Umstrukturierungen beim Universal-Music-Konzern, bei dem er bis dahin unter Vertrag stand, verlor er in den nächsten Jahren seinen Major-Vertrag und trennte sich von seinem bisherigen Management.
Zurzeit erscheint er unter dem Berliner Label No Limits. Seine neue CD entstand mit Unterstützung der Bock auf’n Beat-Formation. Auf dem Album sind unter anderem auch Blumentopf und die Beginner zu hören. Mit der Band Blumentopf war Nico Suave außerdem in den 2000ern mehrfach auf Tour und nahm mit Teilen der Band einige gemeinsame Songs auf.
Im April 2007 veröffentlichte er “Suave & Friends”. Das Album wurde mit „The Gunna“, einem Nachwuchsproduzenten aus Dortmund, produziert. Auf dieser Platte wurde er, wie der Name es schon sagt, von vielen Leuten unterstützt, wie z. B. Denyo, Blumentopf, Harris, Franky Kubrick usw. Das Video „Kool“ feat. Blumentopf stieg in die TRL Top Ten Charts auf Platz 5 ein und hielt sich mehrere Wochen. Das Instrumental sowie die Hookline wurden von F. und TheOne von den Audiotreats produziert, die auch schon das Album „Pfütze des Eisbergs“ von Dendemann produzierten.
2009 trat er im Auftrag des Goethe-Instituts zusammen mit Roger Rekless in Australien und Neuseeland in den Städten Melbourne, Brisbane, Bundaberg, Hobart, Adelaide, Canberra und Sydney auf. Dabei gab der Rapper unter anderem Workshops für Schüler.
Nico Suave nahm, gemeinsam mit NKSN, Buket und EMY, mit seinem Song Hallo Welt am deutschen Vorentscheid Germany 12 Points für den Eurovision Song Contest 2022 teil.
2024 veröffentlicht Nico Suave die ersten beiden Singles "Feuer" und "Dünnes Eis" aus dem neuen Album

### Studioalben
| Jahr | Titel Musiklabel                        | Höchstplatzierung, Gesamtwochen, AuszeichnungChartplatzierungen (Jahr, Titel, Musiklabel, Platzierungen, Wochen, Auszeichnungen, Anmerkungen) | Höchstplatzierung, Gesamtwochen, AuszeichnungChartplatzierungen (Jahr, Titel, Musiklabel, Platzierungen, Wochen, Auszeichnungen, Anmerkungen) | Anmerkungen                            |
| Jahr | Titel Musiklabel                        | DE | CH | Anmerkungen                            |
| ---- | --------------------------------------- | --- | --- | -------------------------------------- |
| 2001 | Suave Universal                         | DE49 (5 Wo.)DE | — | Erstveröffentlichung: 2. April 2001    |
| 2005 | Mit Liebe gemacht No Limits             | — | — | Erstveröffentlichung: 23. Mai 2005     |
| 2007 | Suave and Friends Bock auf’n Beat Music | — | — | Erstveröffentlichung: 13. April 2007   |
| 2015 | Unvergesslich Embassy of Music          | DE40 (1 Wo.)DE | CH95 (1 Wo.)CH | Erstveröffentlichung: 20. Februar 2015 |
| 2022 | Gute Neuigkeiten Embassy of Music       | DE75 (1 Wo.)DE | — | Erstveröffentlichung: 21. Januar 2022  |

### Singles
| Jahr | Titel Album                                              | Höchstplatzierung, Gesamtwochen, AuszeichnungChartplatzierungen (Jahr, Titel, Album, Platzierungen, Wochen, Auszeichnungen, Anmerkungen) | Höchstplatzierung, Gesamtwochen, AuszeichnungChartplatzierungen (Jahr, Titel, Album, Platzierungen, Wochen, Auszeichnungen, Anmerkungen) | Anmerkungen                                                                 |
| Jahr | Titel Album                                              | DE | AT | Anmerkungen                                                                 |
| ---- | -------------------------------------------------------- | --- | --- | --------------------------------------------------------------------------- |
| 2001 | Vergesslich Suave                                        | DE87 (2 Wo.)DE | — | Erstveröffentlichung: 5. März 2001                                          |
| 2001 | Vorsprechtermin Sleepwalker bittet zum … Vorsprechtermin | DE44 (9 Wo.)DE | — | Erstveröffentlichung: 11. Juni 2001 Sleepwalker feat. Hamburg City Allstars |
| 2001 | Ich sage Ja! Suave                                       | — | — | Erstveröffentlichung: 18. Juni 2001                                         |
| 2005 | Love Song Mit Liebe gemacht                              | — | — | Erstveröffentlichung: 2005                                                  |
| 2007 | Kool Suave and Friends                                   | — | — | Erstveröffentlichung: 13. April 2007 feat. TheOne und Blumentopf            |
| 2014 | Gedicht Unvergesslich                                    | DE78 (1 Wo.)DE | — | Erstveröffentlichung: 19. September 2014 feat. Flo Mega                     |
| 2014 | Danke Unvergesslich                                      | DE20 (2 Wo.)DE | AT70 (1 Wo.)AT | Erstveröffentlichung: 12. Dezember 2014 feat. Xavier Naidoo                 |
| 2019 | Prio –                                                   | — | — | Erstveröffentlichung: 27. September 2019 feat. Yass                         |
| 2021 | Gedankenmillionäre Gute Neuigkeiten                      | — | — | Erstveröffentlichung: 5. Februar 2021 feat. Johannes Oerding                |
| 2021 | Camouflage Gute Neuigkeiten                              | — | — | Erstveröffentlichung: 28. Mai 2021 feat. EMY                                |
| 2021 | Grünes Licht Gute Neuigkeiten                            | — | — | Erstveröffentlichung: 2. Juli 2021                                          |
| 2021 | Liebe Gute Neuigkeiten                                   | — | — | Erstveröffentlichung: 13. August 2021 feat. Teesy                           |
| 2021 | Diese Welt braucht Liebe –                               | — | — | Erstveröffentlichung: 29. Oktober 2021 mit Teesy feat. Liebe Allstars       |